# Área de Libre Comercio
Un área de libre comercio es la región que abarca un bloque comercial cuyos países miembros han firmado un tratado de libre comercio (TLC). Tales acuerdos implican la cooperación entre al menos dos países para reducir las barreras comerciales (cuotas y aranceles de importación) y para aumentar el comercio de bienes y servicios entre sí. Si las personas también son libres de moverse entre los países, además de un acuerdo de libre comercio, también se consideraría una frontera abierta. Se puede considerar la segunda etapa de la integración económica.

## Descripción
A diferencia de una unión aduanera (la tercera etapa de integración económica), los miembros de una área de libre comercio no tienen un arancel externo común, lo que significa que tienen diferentes cuotas e impuestos aduaneros, así como otras políticas con respecto a los no miembros. Para evitar la evasión arancelaria (a través de la reexportación) los países usan el sistema de certificación de origen más comúnmente llamado reglas de origen, donde existe un requerimiento para la extensión mínima de los insumos materiales locales y las transformaciones locales que agregan valor a los bienes. Solo los bienes que cumplen con estos requisitos mínimos tienen derecho al tratamiento especial previsto por las disposiciones del área de libre comercio.
"Acumulación" es la relación entre diferentes TLC con respecto a las reglas de origen: a veces diferentes TLC se complementan entre sí, en otros casos no existe una acumulación cruzada entre los TLC. Una zona de libre comercio es el resultado de un acuerdo de libre comercio (una forma de pacto comercial) entre dos o más países. Las áreas y acuerdos de libre comercio (TLC) se pueden cascar hasta cierto punto, si algunos países firman acuerdos para formar un área de libre comercio y eligen negociar juntos (ya sea como bloque comercial o como foro de miembros individuales de su TLC). acuerdo de libre comercio con otro país (o países) - entonces el nuevo TLC consistirá en el antiguo TLC más el nuevo país (o países).
Dentro de un país industrializado, existen pocas o ninguna barrera importante para el intercambio fácil de bienes y servicios entre partes de ese país. Por ejemplo, generalmente no hay aranceles comerciales ni cuotas de importación; por lo general, no hay demoras debido a que los bienes pasan de una parte del país a otra (que no sean los que impone la distancia); generalmente no hay diferencias de impuestos y regulación. Entre los países, por otro lado, muchas de estas barreras para el intercambio fácil de bienes a menudo ocurren. Es común que haya aranceles de importación de un tipo u otro (a medida que los bienes entran en un país) y los niveles de impuestos sobre las ventas y la regulación a menudo varían según el país.
El objetivo de una área de libre comercio es reducir las barreras al intercambio para que el comercio pueda crecer como resultado de la especialización, la división del trabajo y, lo que es más importante, a través de una ventaja comparativa. La teoría de la ventaja comparativa sostiene que en un mercado irrestricto (en equilibrio), cada fuente de producción tenderá a especializarse en esa actividad donde tenga una ventaja comparativa (en lugar de absoluta). La teoría sostiene que el resultado neto será un aumento en los ingresos y, en última instancia, la riqueza y el bienestar de todos en el área de libre comercio. La teoría se refiere solo a la riqueza agregada y no dice nada sobre la distribución de la riqueza; de hecho, puede haber perdedores importantes, en particular entre las industrias recientemente protegidas con una desventaja comparativa. Los beneficios generales del comercio pueden utilizarse para compensar los efectos de la reducción de las barreras comerciales mediante transferencias entre partes apropiadas.

## Áreas de libre comercio

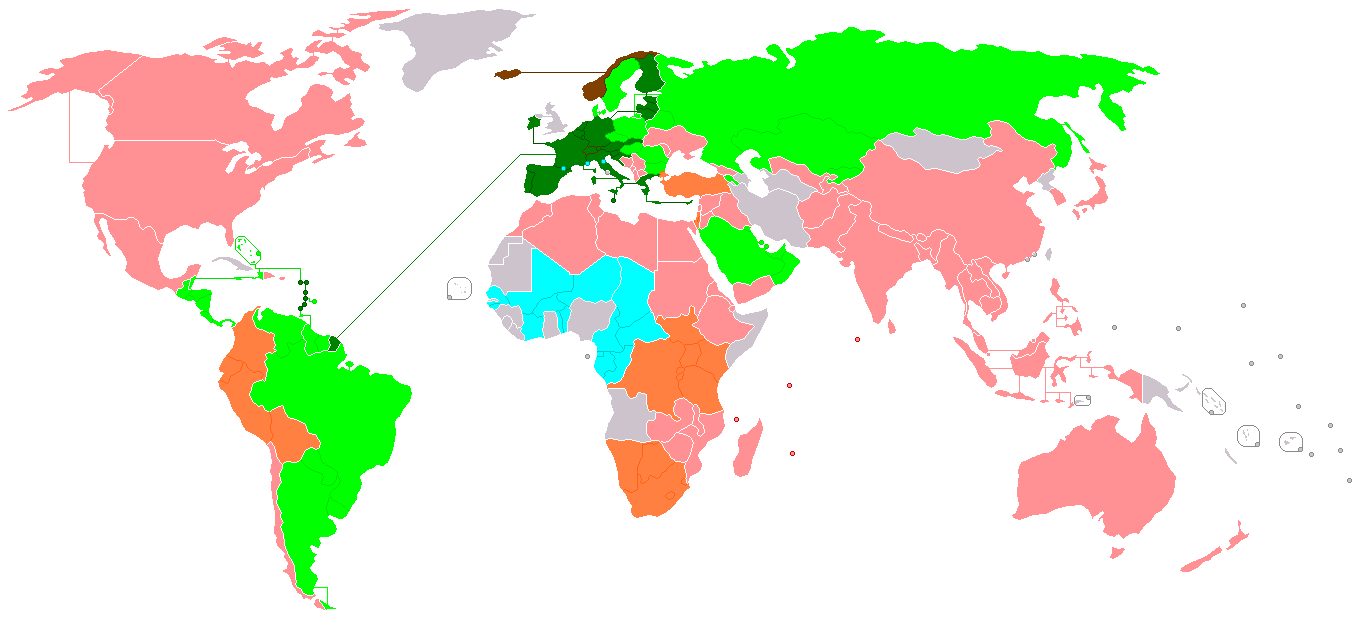
Etapas de integración económica en todo el mundo (cada país se colorea según la forma más integrada con la que participa):
Unión económica y monetaria (CARICOM/EC$, UE/€, Suiza–Liechtenstein/CHF)
Unión económica (CSME, Unión Europea, UEE, MERCOSUR, CCG, SICA)
Unión aduanera y monetaria (CEEAC/XAF, CEDEAO/XOF)
Mercado común (EEE–Suiza, ASEAN)
Unión aduanera (CAN, CAO, EUCU, SACU)
Multilateral Free Trade Area (CEFTA, CISFTA, COMESA, EFTA, GAFTA, NAFTA, SAFTA, AANZFTA, PAFTA, SADCFTA)

- Lista de acuerdos de comercio libres bilaterales
- Lista de multilateral acuerdos de comercio libre
- Áreas de comercio libre en Europa

Toda unión aduanera, mercado común de comercio, unión económica, unión aduanera y monetaria, y unión económica y monetaria también tienen un área de libre comercio, pero estos están enumerados en sus propios artículos solamente.

## Clasificación para un acuerdo de libre comercio
- "De Minimis" establece que un bien terminado no será descalificado del tratamiento preferencial si el contenido no originario de ese bien terminado es 7% o menos del valor de transacción del bien sobre una base FOB (o su peso, dependiendo de la tipo de bien).
- "Contenido de valor regional" es un porcentaje calculado del valor del producto que representa su contenido de América del Norte
- "Cambio Tarifario" es una transformación sustancial que tiene lugar en un país del TLCAN. Un producto terminado debe cumplir con los requisitos de una de estas reglas para ser elegible para el libre comercio según el TLCAN. Este es solo un ejemplo de una calificación para un acuerdo de libre comercio. Si un proveedor presenta un certificado de origen que demuestre que el bien se originó en un país en virtud del acuerdo de libre comercio asociado, no se necesitan más cálculos. Al calificar los productos para un TLC, el uso de un sistema automatizado permite a los importadores mantenerse al día sobre las normas internacionales de cumplimiento, así como solicitar a los proveedores a través de la web en lugar de solicitarlos manualmente. Una solución funcional también debe realizar los cálculos necesarios para el TLC asociado durante el análisis de la Lista de materiales (BOM), asegurando la correcta elegibilidad.